# کنی پرنس ردوندو
کنی پرنس ردوندو (انگلیسی: Kenny Prince Redondo؛ زادهٔ ۲۹ august ۱۹۹۴ (۳۰ سال)) بازیکن فوتبال اهل اسپانیا است.
از باشگاه‌هایی که در آن بازی کرده‌است می‌توان به باشگاه فوتبال یونیون برلین اشاره کرد.